# Epichnopterigini
De Epichnopterigini zijn een geslachtengroep van vlinders uit de onderfamilie Epichnopteriginae van de familie van de zakjesdragers (Psychidae).

## Geslachten
- Acentra Burrows, 1932
- Bijugis Heylaerts, 1879
- Epichnopterix Hübner, 1825
- Heliopsychidea Pinker, 1956
- Kurentzovia Solyanikov, 2001[1]
- Mauropterix Rutjan & Weidlich, 2008
- Montanima Sieder, 1949
- Paucivena Davis, 1975
- Psychidea Rambur, 1866
- Psychidopsis Kozhanchikov, 1956
- Psychocentra Meier, 1963
- Rebelia Heylaerts, 1900
- Reisseronia Sieder, 1956
- Whittleia Tutt, 1900